# Пјано ди Соренто
Пјано ди Соренто (итал. Piano di Sorrento) је насеље у Италији у округу Напуљ, региону Кампанија.
Према процени из 2011. у насељу је живело 12317 становника. Насеље се налази на надморској висини од 153 м.

## Становништво
| 1931. | 1936. | 1951. | 1961. | 1971. | 1981.  | 1991.  | 2001.  | 2011.  |
| ----- | ----- | ----- | ----- | ----- | ------ | ------ | ------ | ------ |
| 6.724 | 6.911 | 7.699 | 8.637 | 9.583 | 11.119 | 12.473 | 12.833 | 12.991 |